# Fw 300 (航空機)
フォッケウルフ Fw 300
- 用途：旅客機、輸送機、哨戒機
- 製造者：フォッケウルフ
- 運用者：ドイツ空軍
- 運用状況：計画のみ

フォッケウルフ Fw 300は、1941年から1942年にかけてフォッケウルフ社により提案された超長距離民間旅客機、輸送機、哨戒機である。本機はフォッケウルフ Fw 200 コンドルを代替する計画であった。

## 設計と開発
提案されたFw 300は、全金属製の片持ち式低翼単葉機で50名までの乗客用の個室がある与圧式のキャビンを持っており、降着装置は引き込み式で4基のレシプロエンジンを主翼に配していた。2種類のエンジンの候補は、
- ユンカース ユモ 222、24気筒（6気筒の4つのブロックをクランクシャフト周りに星型に配置）、2,500 hp (1865 kW)。戦争中には量産段階に入ることはなかった。
- ダイムラー・ベンツ DB 603、倒立V12気筒、1800 hp (1343 kW)。

双方のエンジン共に液冷であった。
軍用モデルの提案では、8名の搭乗員は与圧キャビンに収容されて防御用の銃塔は遠隔操作された。対艦任務では誘導ミサイルを搭載した。
Fw 300の設計作業は戦争の最初の年まで続けられたが、長距離爆撃機や長距離飛行の必要性が減り、他に優先すべき機種が出てきたためにFw 300は棚上げされた。試作機は完成しなかった。

## 要目
- 乗員：8名
- 全長：32.2 m (105 ft 7 in)
- 全幅：46.2 m (151 ft 6 in)
- 全高：5.6 m (18 ft 4 in)
- 翼面積：277 m2 (2980.5 ft2)
- 翼面荷重：
- 空虚重量：
- 全備重量：47,500 kg (104,500 lb)
- 最大離陸重量：
- 馬力重量比：
- エンジン：
  - ユンカース ユモ 222、1,865 kW (2,500 hp) × 4 又は
  - ダイムラー・ベンツ ダイムラー・ベンツ DB 603E × 4
- 最高速度：635 km/h (395 mph)
- 巡航高度：
- 航続距離：9,000 km (4,860 nm)

- 武装
  - MG 151/20機関砲 × 12(連装銃塔 × 6)